# Trzeba zabić tę miłość
Trzeba zabić tę miłość – polski film psychologiczny z 1972 w reżyserii Janusza Morgensterna, według scenariusza Janusza Głowackiego. Z pozoru film młodzieżowy, w rzeczywistości prześmiewczy dramat. Film wyświetlano tylko w kinach studyjnych.

## Fabuła
Film opowiada o losach dwojga młodych ludzi, Magdy i Andrzeja. Obydwoje chcieliby rozpocząć wspólne życie, nie dostali się jednak na studia. Magda zamierza spróbować ponownie za rok, aby zwiększyć swe szanse podejmuje pracę salowej, za co otrzymuje się dodatkowe punkty. Andrzej zamieszkuje z kolegą, Magda wraca do ojca, gdzie nie czuje się dobrze, gdyż nie akceptuje jego związku z o wiele młodszą od niego kobietą. On z kolei nie chce zaakceptować Andrzeja, który nie uczy się i nie pracuje. Po pewnym czasie Andrzej znajduje pracę, jednakże otrzymuje ją dzięki romansowi z żoną szefa, o czym nie wie Magda. Andrzej wynajmuje mieszkanie, gdzie wprowadza się też Magda. Nie zdaje sobie jednak sprawy, że pieniądze na ten cel pochodzą ze sprzedaży ikony, którą ukradł kochance. Wie o tym natomiast szef Andrzeja, który szantażuje go, domagając się zwrotu pieniędzy lub ikony. W międzyczasie Magda nakrywa Andrzeja z kochanką; zdruzgotana decyduje się na spotkanie ze znajomym lekarzem, który od dawna interesował się jej osobą, a co ona do tej pory ignorowała. Andrzej wraca do Magdy, przeprasza ją i uzyskuje od dziewczyny przebaczenie, lecz po chwili okazuje się, że głównym celem jego wizyty było zabranie pieniędzy ze wspólnych oszczędności, by zaspokoić żądania swojego szefa. Magda widzi to i gdy Andrzej ponownie do niej przychodzi, ta nie chce z nim rozmawiać. Po kłótni Andrzej wychodzi z mieszkania, czym definitywnie zostaje zakończony ich związek.
Pobocznym wątkiem filmu jest życie na budowie (w roli stróża wystąpił Jan Himilsbach). Stróż sprzedaje „na lewo” materiały budowlane, ma układ z paserami. Wokół budowy kręci się bezpański pies. Początkowo nieufny, daje się jednak w końcu obłaskawić i towarzyszy stróżowi pilnując z nim budowy. Pies jednak poważnie traktuje swoje obowiązki i na widok obcych szczeka. Po pewnym czasie zaczyna to przeszkadzać odbiorcom nielegalnego towaru, domagają się oni usunięcia psa, bojąc się wpadki. Stróż próbuje psa odgonić, ale raz pozyskane psie uczucie nie wygasa – pies wraca. Stróż decyduje się więc na radykalne rozwiązanie: obwiązuje psu wokół brzucha wiązkę lasek trotylu, przywiązuje go do drzewa i podpala lont, sam zaś ucieka do szopy. Pies zerwawszy sznur wbiega za swym panem do baraku, który po chwili eksploduje. Scena ta, będąca nawiązaniem do tytułu filmu, kończy go.

## Obsada
Źródło: Filmpolski.pl

- Jadwiga Jankowska-Cieślak – Magda

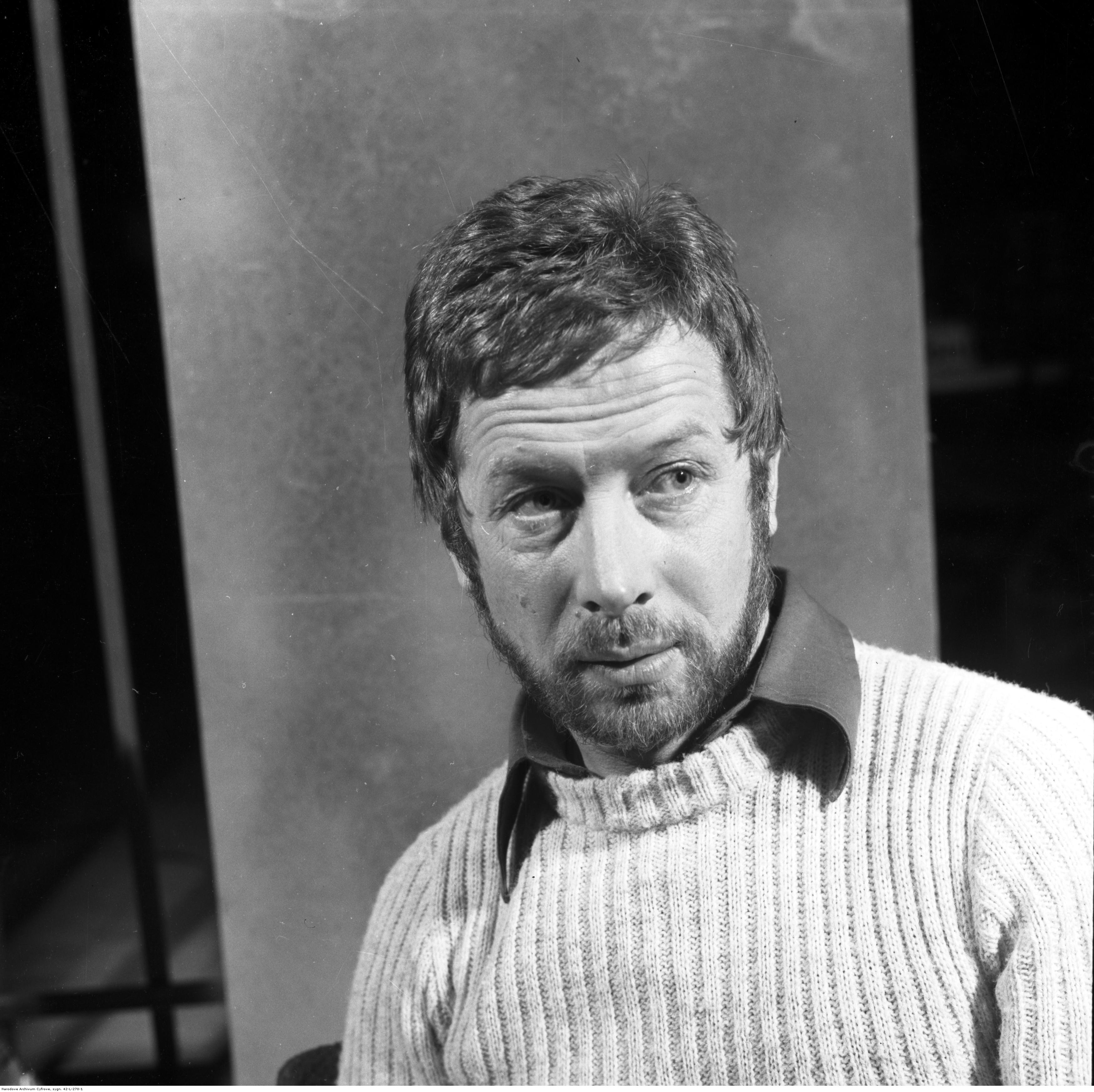
Władysław Kowalski wystąpił w roli lekarza adorującego główną bohaterkę

- Andrzej Malec – Andrzej; rola dubbingowana przez Piotra Fronczewskiego, on sam nie występuje w napisach
- Władysław Kowalski – lekarz
- Barbara Wrzesińska – żona szefa, kochanka Andrzeja
- Alicja Jachiewicz – Dzidzia, partnerka ojca Magdy
- Jan Englert – szef Andrzeja, właściciel warsztatu samochodowego
- Janusz Bylczyński – ojciec Magdy
- Tomasz Lengren – Staszek, współlokator Andrzeja
- Jan Himilsbach – dozorca budowy
- Ryszard Pracz – milicjant Rysio
- Andrzej Dobosz – mężczyzna wezwany przed komisję ds. uchylających się od pracy
- Ewa Ziętek – pielęgniarka
- Bożena Dykiel – pielęgniarka
- Witold Dębicki – kleryk Władek, kolega Andrzeja
- Mieczysław Łoza – przewodniczący komisji ds. uchylających się od pracy, znajomy ojca Andrzeja
- Jerzy Próchnicki – mężczyzna zaprowadzający Andrzeja do przewodniczącego komisji
- Leszek Kowalewski – BHP-owiec w FSO
- Jerzy Żydkiewicz – członek komisji ds. uchylających się od pracy; w napisach nazwisko: Żytkiewicz
- Zbigniew Kryński – pacjent Pawlak
- Wojciech Brzozowicz – gość na przyjęciu u szefa Andrzeja
- Jerzy Kopczewski – mężczyzna w urzędzie zatrudnienia
- Eugeniusz Gajewski – członek komisji ds. uchylających się od pracy; nie występuje w napisach
- Irena Hrehorowicz – salowa; nie występuje w napisach
- Ireneusz Karamon – mężczyzna w urzędzie zatrudnienia; nie występuje w napisach
- Janusz Kłosiński – odznaczany robotnik FSO; nie występuje w napisach
- Krzysztof Świętochowski – mężczyzna wsiadający do taksówki; nie występuje w napisach

## Odbiór
Film został wyróżniony na I Międzynarodowych Spotkaniach Filmowych „Młodzież na ekranie” w 1973 roku, gdzie dodatkowo nagrodą za rolę kobiecą została uhonorowana Jadwiga Jankowska-Cieślak. Ponadto aktorka za rolę Magdy otrzymała nagrodę im. Zbyszka Cybulskiego oraz nagrodę za pierwszoplanową rolę kobiecą na Lubuskim Lecie Filmowym; na tym samym festiwalu nagrodę za drugoplanową rolę kobiecą otrzymała Barbara Wrzesińska.
Film został uznany przez amerykańskiego reżysera Martina Scorsese za jedno z arcydzieł polskiej kinematografii i w 2014 roku został wytypowany przez niego do prezentacji w Stanach Zjednoczonych oraz Kanadzie w ramach festiwalu polskich filmów Martin Scorsese Presents: Masterpieces of Polish Cinema.